# Recettori dell'immunità innata

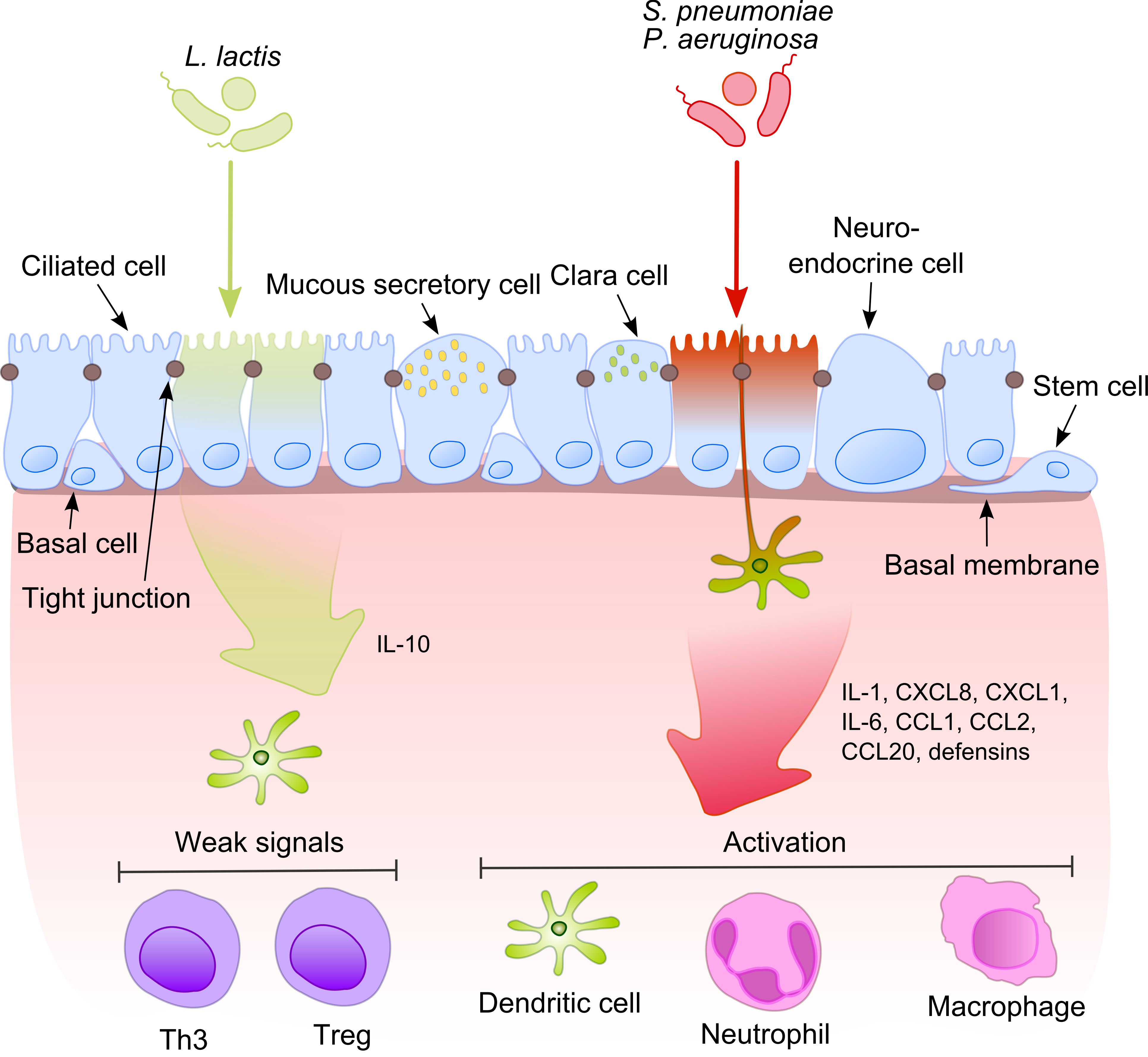
Esempio di processo mediato dall'immunità innata. Nello schema:
1. un patogeno (destra) esprime delle molecole tipiche della sua specie;
2. Una cellula appartenente alle barriere anatomiche dell'immunità innata esprime un "recettore dell'immunità innata";
3. Attraverso meccanismi di trasduzione del segnale avviene il rilascio di citochine ed il reclutamento di cellule coinvolte nell'immunità innata (es. granulociti)

I recettori dell'immunità innata, in inglese PRRs (Pattern Recognition Receptors) giocano un ruolo cruciale nelle funzioni chiave del sistema immunitario innato. Sono anche denominati PPRRs (Primitive Pattern Recognition Receptors) poiché si sono evoluti precocemente rispetto ad altri sottosistemi del sistema immunitario, come ad esempio quelli relativi all'immunità adattativa.
I PRRs sono sensori del self (dell'ospite) codificati dalla linea germinale (in altre parole sono congeniti, non acquisiti) che riconoscono pattern molecolari conservati nei patogeni.
Da un punto di vista molecolare i PPRs sono proteine espresse dalle cellule del sistema immunitario innato come cellule dendritiche, macrofagi, monociti, neutrofili ma anche altre cellule (es. cellule endoteliali).
Essi riconoscono due classi di molecole/pattern molecolari:
1. PAMPs Patterns Molecolari associati ai Patogeni, espressi da microbi patogeni;
2. DAMPs Patterns Molecolari associati al Danno, espressi da cellule dell'ospite durante danno cellulare o morte cellulare.

I PRR inoltre mediano l'inizializzazione della risposta immunitaria adattativa antigene-specifica e il rilascio di citochine infiammatorie.

## Molecole riconosciute dai PRRs

### Patterns Molecolari associati ai Patogeni (PAMPs)
Le molecole specifiche dei microbi riconosciute dai PRRs sono denominate anche PAMPs (Pathogen-associated Molecular Patterns) e includono:
- Carboidrati specifici dei batteri (come il lipopolisaccaride/LPS, mannosio);
- Peptidi specifici dei batteri (come la flagellina, fattori di allungamento dei microtubuli);
- Macromolecole complesse specifiche dei batteri Gram-positivi (come peptidoglicani e acidi lipoteicoici);
- Acidi nucleici (come DNA o RNA batterico/virale);
- Molecole specifiche dei funghi (glucano);
- Altro (N-formilmetionina, lipoproteine, chitina).

### Patterns molecolari associati al Danno (DAMPs)
Per quanto riguarda i DAMPs che segnalano una situazione di stress-cellulare endogena, tra i vari composti ricordiamo:
- acido urico;
- ATP extracellulare.[2]

## Classificazione
I PRRs possono essere classificati in numerosi modi, ad esempio in base alla specificità del ligando, alla loro funzione, localizzazione e/o rapporti filogenetici. In base alla loro ubicazione distinguiamo tra:
1. PRRs legati alle membrane, che includono i TLRs (Toll-like receptors) e i CLRs (C-type lectin receptors);
2. PRRs citoplasmatici, che includono i NLRs (Nod-like receptors) e i RLRs (RIG-I-like receptors).

### 1. PRRs di membrana

#### PRRs delle piante: Recettori chinasi
I PRRs furono scoperti per la prima volta proprio nelle piante. In seguito vennero scoperti altri PPRs per mezzo di analisi genomiche 370 PRRs nel riso e 47 PRRs nell'organismo modello Arabidopsis. A differenza dei PRRs degli animali (che sono associati a chinasi intracellulari per mezzo di proteine adattatrici; vedi le chinasi non RD), quelli delle piante posseggono, come parte di una singola proteina:
- un dominio extracellulare;
- un dominio transmembrana;
- un dominio juxtamembrana;
- un dominio intracellulare ad attività protein-chinasica.

#### PPRs negli animali

##### Toll-Like Receptors o TLRs
Sono recettori transmembrana a singolo passaggio, non catalitici, espressi soprattutto sulla membrana di cellule sentinella come macrofagi e cellule dendritiche. Essi riconoscono determinate strutture tipiche di patogeni e microbi e per questo motivo fanno parte della superfamiglia dei "recettori che riconoscono profili molecolari" (Pattern Recognition Receptors o PRR). Una volta che il patogeno ha fatto breccia nelle barriere anatomiche dell'ospite (es. cute o mucosa intestinale dell'uomo) esso è riconosciuto grazie ai TLR che attivano le risposte immunitarie delle cellule sentinella.

#### Lectine con dominio di tipo C; CLRs (C-type Lectin Receptors)
Sono lectine con dominio tipo-C: in altre parole sono proteine in grado di riconoscere carboidrati (dominio lectinico) solo in presenza di Calcio (dominio di tipo C).
| Famiglia proteica                              | Citotipi                                             | Sottotipi | Ligando riconosciuto                                                             |
| ---------------------------------------------- | ---------------------------------------------------- | --- | -------------------------------------------------------------------------------- |
| Gruppo I: Recettori del Mannosio               | Macrofagi; Cellule Dendritiche                       | MRC1 (Macrophage Mannose Receptor 1) MRC2 (Macrophage Mannose Receptor 2) | Unità di mannosio ripetute sulla membrana di patogeni/microbi                    |
| Gruppo II: Recettori delle asialoglicoproteine | Cellule endoteliali linfatiche; Carcinomi; Macrofagi | 1. MGL (Macrophage galactose-type Lectin) recettore asialoglicoproteico classico 2. DC-SIGN (CLEC4L) 3. Langerina (CLEC4K) 4. Myeloid DAP12‑associating lectin (MDL)‑1 (CLEC5A) 5. Dectina1 (DC‑associated C‑type lectin 1) con 1. dectina 1/CLEC7A 2. DNGR1/CLEC9A 3. MICL(Myeloid C‑type lectin‑like receptor) (CLEC12A) 4. CLEC2 (anche detta CLEC1B)- il recettore che attiva le piastrine per la podoplaninat; nelle cellule linfatiche endoteliale e fronte di invasione di alcuni carcinomi. 5. CLEC12B 6. Sottofamiglia degli immunorecettori DC (DCIR) che include: 1. DCIR/CLEC4A 2. Dectina 2/CLEC6A 3. Antigene 2 DC del sangue (Blood DC antigen 2, BDCA2) (CLEC4C) 4. Mincle (abbreviazione di macrophage‑inducible C‑type lectin, CLEC4E) | Glicoproteine senza residuo di acido sialico; espongono o mannosio o galattosio. |

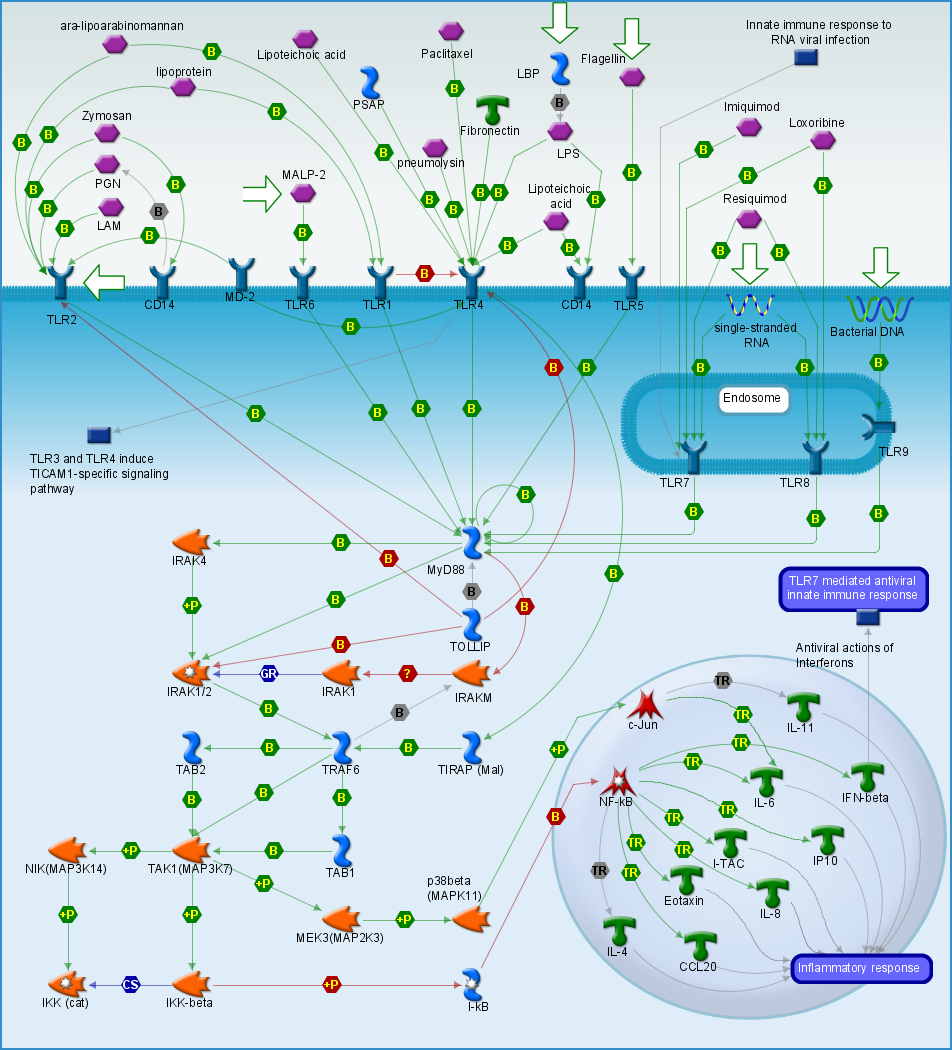
Panorama dei recettori dell'immunità innata presenti sulle membrane plasmatiche di cellule dell'ospite. Tutte le vie di trasduzione del segnale convergono nell'inizializzazione della risposta infiammatoria.

### 2. PRRs citoplasmatici

#### Recettori NOD-like
Sono proteine citoplasmatiche che riconoscono peptidoglicani batterici. Sono coinvolti nell'immunità antimicrobica favorendo reazioni pro-infiammatorie. Nel genoma di mammifero sono attualmente presenti 20 tipi di recettori NOD-like. Sono denominati così perché posseggono un dominio NOD (Nucleotide-binding Oligomerization Domain, Dominio di oligomerizzazione e legante i nucleotidi) che lega i nucleotidi trifosfato. Esempi di recettori NOD-like importanti sono:
- CIITA (Trans-attivatore delle MHC di classe II);
- IPAF;
- BIRC1

#### RIG-I-Like Receptors
Sono elicasi, ed in particolar modo sono conosciute tre proteine appartenenti a questo gruppo:
- RIG-I, che lega RNA-5'trifosfato;
- MDA5, che lega dsDNA.
- LGP2

Sono recettori coinvolti nel rilascio di citochine infiammatorie e nel rilascio di interferone di tipo I.

## PRRs nella medicina applicata all'uomo
Nell'ultimo lustro, diversi gruppi di ricerca hanno condotto indagini nel coinvolgimento e nell'uso potenziale del sistema immunitario del paziente nella terapia di numerose patologie: una strategia che prende il nome di immunoterapia. Essa include terapie come quella degli anticorpi monoclonali, immunoterapie non-specifiche, terapia virus-oncolitica, vaccini per il cancro, terapia a cellule T.

### Bersagli relativi a NOD2
NOD2 è stato associato al morbo di Crohn attraverso una mutazione di tipo loss- and gain e alla sarcoidosi ad esordio precoce. Mutazioni di NOD2 in cooperazione con fattori ambientali portano ad un'infiammazione cronica dell'intestino. Pertanto, è stata suggerita una strategia per affrontare la malattia mediante l'inibizione di piccole molecole che sono capaci di modulare il signaling di NOD2, in particolare RIP2.
Due strategie terapeutiche (gefitinib e erlotinib) sono state approvate dalla FDA: esse inibiscono la fosforilazione di RIP2, che è necessario per il corretto funzionamento di NOD2.
Sono state inoltre fatte ricerche su GSK583, un inibitore altamente specifico per RIP2 che sembra promettere bene nell'inibizione del signaling di NOD1 e NOD2 e pertanto, nel limitare l'infiamazione mediata dai pathways di segnalazione di NOD1 e NOD2.
In modelli murini è stato dimostrato che un'altra strategia terapeutica finalizzata ad eliminare i sintomi del Morbo di Crohn potrebbe essere quella di rimuovere il "sensore" di NOD2. Gli inibitori della chinasi di tipo II, altamente specifici, stanno dimostrando di avere un grande potenziale nel limitare il TNF che viene prodotto a valle dei pathways NOD-dipendenti, pertanto si stanno rivelando dei potenziali bersagli per il trattamento di tumori associati ad infiammazione.

### Helicobacter Pylori
Una correlazione diretta tra PRRs e salute nell'uomo si riscontra nei tumori maligni dello stomaco. Numerosi studi hanno dimostrato che la presenza di Helicobacter Pylori si correla all'insorgenza e allo sviluppo di tumori gastrointestinali. In un individuo sano un'infezione di Helicobacter Pylori viene segnalata da numerosissimi PRRs come i TLRs, NLRs, RLRs e CLR DC-SIGN. In caso di un loro malfunzionamento, questi recettori possono essere correlati alla carcinogenesi.
Quando l'infezione di Helicobacter Pylori si estende fino all'intestino essa porta ad infiammazione cronica, atrofia ed eventualmente displasia portando allo sviluppo del cancro. Dal momento che tutti i tipi di PRRs giocano un ruolo nell'identificazione e nell'eradicazione del batterio, i loro agonisti specifici generano una forte risposta immunitaria in risposta al cancro e ad altre patologie PRRs correlate. È stato dimostrato che l'inibizione di TLR2 si correla alla soppressione dell'adenocarcinoma gastrico e ad un miglioramento dello stato di salute del paziente.